# Австралійська платформа
Австралійська платформа - одна з найдревніших (докембрійських) тектонічних стабільних структур земної кори. Займає західну і центральну частини материка Австралії та південну частину Нової Гвінеї. Про геологічну будову та корисні копалини А.п. див. Австралія.